# Christiaan van der Ameijden
Christiaan van der Ameijden, né à Oirschot en 1530 et mort à Rome en 1605, est un chanteur et compositeur, issu d’une famille patricienne du Meierij, dont six membres demeuraient à Rome aux XVIe et XVIIe siècles.

## Vie et Œuvre
On sait peu de choses sur la jeunesse et l’évolution de Van der Ameijden, outre qu’il fut engagé à la chapelle papale en tant que chanteur avec l'appui du pape Pie IV en 1563. En 1565, il fut licencié avec plusieurs autres chanteurs mais réengagé après l’intervention explicite du pape. Il occupera alors sa position au chœur de la chapelle Sixtine jusqu’à la fin de sa vie. 
Le chœur pratiquait le chant polyphonique. Sous l’influence de Giovanni Pierluigi da Palestrina se développa, outre la polyphonie flamande, un style de composition plus sobre appelé la polyphonie romaine. Parmi les œuvres romaines d’un Palestrina, d’Arcangelo Crivelli ou de Giovanni Maria Nanino, on trouve quelques créations de Van der Ameijden, c'est-à-dire une messe et un Magnificat. 
Bien que le nombre de chanteurs et de maîtres de chapelle natifs des Pays-Bas eût considérablement diminué en Italie vers cette époque, Van der Ameijden fut nommé maître de chapelle en 1594-1595. En 1565, il devint membre de la confrérie qui gérait le cimetière, le Campo Santo Teutonico, où les Flamands et les Allemands furent enterrés. En 1574, il s'affilia à la confrérie de la Santa Maria dell'Anima, à laquelle est également associée le nom de Gerard Vossius.

## Enregistrement
- L'Œuvre complète : Missa Fontes et omnia ; Madrigale Quel dolce suon ; Magnifica primi toni – Ensemble Cantus Modalis, dir. Rebecca Stewart (17-19 mars 2006, Comtesa) — Premier enregistrement mondial, de toute l'œuvre connue.